# أغوستينو بارباريجو

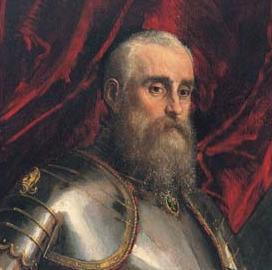
اجوستينو بارباريجو

أغوستينو بارباريجو (1518 - 9 أكتوبر 1571) اميرال و نبيل من البندقية، قاد كقائد متمرس الجناح اليساري المسيحي خلال معركة ليبانتو. على الرغم من أن سفنه كانت منتصرة ، إلا أنه أصيب بجروح قاتلة من قبل سهم في العين اليمنى. كما قُتل ايضاً قائد الجناح اليميني التركي، وخصم بارباريجو التكتيكي محمد سيروكو في المعركة.